# What If...? (televisieserie)
What If...? is een Amerikaanse geanimeerde anthologieserie gemaakt door A.C. Bradley voor de streamingdienst Disney+, gebaseerd op de gelijknamige Marvel Comics-serie. De serie laat zien wat er zou gebeuren als belangrijke momenten uit de films van het Marvel Cinematic Universe (MCU) anders zouden verlopen dan dat ze deden in de films. De serie wordt geproduceerd door Marvel Studios, hun eerste animatieserie sinds ze hun eigen productiemaatschappij zijn geworden. Bradley is hoofdschrijver van de serie en Bryan Andrews regisseert de serie.
Jeffrey Wright spreekt de stem in van de verteller van de serie, Uatu the Watcher. In september 2018 was Marvel Studios bezig met de ontwikkeling van een aantal series voor Disney+, en een gebaseerd op de What If...? stripboeken werd voor het eerst gemeld in maart 2019. De serie werd een maand later officieel aangekondigd, waarbij veel personages in de serie zullen worden ingesproken door de acteurs die hen speelden in de films. Marvel Studios' hoofd visuele ontwikkeling Ryan Meinerding hielp bij het definiëren van de cel-shaded animatiestijl van de serie, die is ontworpen om de films te weerspiegelen. De helft van de animatie van het eerste seizoen wordt verzorgd door Squeeze, met Stephan Franck als hoofd van de animatie.
Het eerste seizoen van What If...? kwam in augustus 2021 uit, en bestaat uit 9 afleveringen. Het zal deel uitmaken van Fase Vier van het MCU. Een tweede seizoen van 9 afleveringen kwam uit tijdens de kerst van 2023. Een derde en laatste seizoen kwam uit tijdens de kerst van 2024. 

## Verhaal
De serie bekijkt wat er zou gebeuren als belangrijke momenten uit het Marvel Cinematic Universe anders zouden verlopen. Enkele alternatieve versies van films en series die worden behandeld zijn: Iron Man, The Incredible Hulk, Iron Man 2, Thor, Captain America: The First Avenger, The Avengers, Thor: The Dark World, Captain America: The Winter Soldier, Guardians of the Galaxy, Avengers: Age of Ultron, Ant-Man, Doctor Strange, Thor: Ragnarok, Black Panther, Avengers: Infinity War, Black Widow, Shang-Chi and the Legend of the Ten Rings, Eternals, WandaVision, Hawkeye en Black Panther: Wakanda Forever.

## Rolverdeling

### Originele versie

#### Hoofdrol
- Jeffrey Wright als Uatu, een lid van het buitenaardse Watcher-ras, dat het multiversum observeert en af en toe ingrijpt in gebeurtenissen daarin.[2] Hoofdschrijver A.C. Bradley zei dat de Watcher "boven alles staat" en vergeleek het personage met een kijker die naar de "pizza rat" video kijkt, door te verklaren dat hij "een kerel is die kijkt hoe een rat een stuk pizza over het perron sleept. Hij heeft geen interesse om vrienden te worden met de rat, tussen de rat te leven, of rattendingen te doen. Hij zegt alleen, 'Man, dit is opmerkelijk. Kijk dat ventje eens gaan. Dat is de relatie van The Watcher met de mensheid." Bradley zei dat Wright in de rol is gecast omdat zijn stem kracht, charisma en autoriteit mengt met een "warme persoonlijkheid".[3]

#### Terugkerende rollen
- Hayley Atwell als Peggy Carter / Captain Carter
- Chris Hemsworth als Thor en King Thor Odinson
- Sebastian Stan als Bucky Barnes / Winter Soldier en Secretaris Bucky Barnes
- Samuel L. Jackson als Nick Fury en Sir Nicholas Joseph Fury
- Mick Wingert als Tony Stark / Iron Man
- Josh Keaton als Steve Rogers / Captain America, Steve Rogers / HYDRA Stomper, President Steve Rogers en Steve Rogers / Rogers Hood
- Ross Marquand als Infinity Ultron, Johann Schmidt / Red Skull, Ultron Sentries en W.E.R.N.E.R.
- Benedict Cumberbatch als Doctor Stephen Strange Supreme
- Lake Bell als Natasha Romanoff / Black Widow [4]
- Mark Ruffalo als Bruce Banner / Hulk / Mega-Hulk
- Seth Green als Howard the Duck[5]
- Tom Hiddleston als Loki
- Fred Tatasciore als Drax the Destroyer, Groot, Corvus Glaive en Volstagg
- Karen Gillan als Nebula
- Kat Dennings als Darcy Lewis
- Taika Waititi als Korg
- Devery Jacobs als Kahhori
- Jon Favreau als Happy Hogan / The Freak en Sir Harold "The Happy" Hogan / The Freak
- Jeremy Renner als Clint Barton / Hawkeye
- Frank Grillo als Brock Rumlow[6]
- Alexandra Daniels als Carol Danvers / Captain Marvel[7]
- Chadwick Boseman als T'Challa / Star-Lord en T'Challa / Black Panther
- Jason Isaacs als The Eminence
- Darin De Paul als The Executioner en Zeus
- Michael Rooker als Yondu Udonta
- Josh Brolin als Thanos
- Rachel House als Topaz
- Kurt Russell als Ego the Living Planet, Ego's computer en Ego's leger

- Clark Gregg als Agent Coulson
- Clancy Brown als Surtur
- Tom Vaughan-Lawlor als Ebony Maw
- Ozioma Akagha als Shuri en Adolescent Girl
- Cate Blanchett als Hela
- Toby Jones als Arnim Zola
- DC Douglas als The Incarnate
- Danai Gurira als Okoye
- Michael Douglas als Dr. Hank Pym / Ant-Man / Yellowjacket
- Paul Rudd als Scott Lang / Ant-Man
- Jeff Goldblum als Grandmaster
- Atandwa Kani als jongere T'Chaka / Black Panther
- Laurence Fishburne als Dr. Bill Foster / Goliath
- Tessa Thompson als Valkyrie
- Cobie Smulders als Maria Hill
- Dominic Cooper als Howard Stark
- Emily VanCamp als Sharon Carter
- Stanley Tucci als Dr. Abraham Erskine
- Gene Farber als Vasily Karpov
- Cynthia McWilliams als Gamora
- Kiff Vandenheuvel als Obadiah Stane / Rook
- David Chen als Hogun en Wong
- Isaac Robinson-Smith als Brick en Sergei
- Alison Sealy-Smith als Ororo Munroe / Storm
- Natasha Lyonne als Byrdie the Duck
- Michael B. Jordan als Erik Killmonger
- Simu Liu als Shang-Chi
- David Harbour als Alexei Shostakov / Red Guardian
- Elizabeth Olsen als Wanda Maximoff / Scarlet Witch / Wanda Merlin
- Feodor Chin als Xu Wenwu / Mandarin
- Paul Bettany als Vision en J.A.R.V.I.S.
- John Kani als T'Chaka
- Jaimie Alexander als Lady Sif
- Leslie Bibb als Christine Everhart
- Mike McGill als General Ross
- Brian T. Delaney als Peter Quill
- Jeff Bergman als Odin
- Kari Wahlgren als Melina Vostokoff en Carina

#### Seizoen 1

##### Aflevering 1
- Bradley Whitford als Kolonel John Flynn
- Neal McDonough als Dum Dum Dugan
- Darrell Hammond als Nazi Generaal

##### Aflevering 2
- Djimon Hounsou als Korath
- Benicio del Toro als The Collector
- Sean Gunn als Kraglin Obfonteri
- Chris Sullivan als Taserface
- Ophelia Lovibond als Carina
- Carrie Coon als Proxima Midnight
- Maddix Robinson als Jonge T'Challa
- Tanya Wheelock als Vrouwelijke Ravager

##### Aflevering 3
- Stephanie Panisello als Betty Ross

##### Aflevering 4
- Rachel McAdams als Christine Palmer
- Benedict Wong als Wong
- Tilda Swinton als The Ancient One
- Ike Amadi als O'Bengh

##### Aflevering 5
- Evangeline Lilly als Hope van Dyne / The Wasp
- David Dastmalchian als Kurt
- Hudson Thames als Peter Parker / Zombie Hunter Spidey

##### Aflevering 6
- Angela Bassett als Ramonda
- Andy Serkis als Ulysses Klaue[8]
- Don Cheadle als James Rhodey
- Beth Hoyt als Pepper Potts

##### Aflevering 7
- Natalie Portman als Jane Foster
- Josette Eales als Frigga
- Max Mittelman als Fandral

##### Aflevering 9
- Georges St-Pierre als Batroc

#### Seizoen 2

##### Aflevering 1
- Jude Law als Yon-Rogg
- Peter Serafinowicz als Garthan Saal
- Julianne Grossman als Irani Rael / Nova Prime

##### Aflevering 2
- Madeleine McGraw als Hope van Dyne
- Mace Montgomery Miskel als Peter Quill
- Keri Tombazian als Dr. Wendy Lawson / Mar-Vell

##### Aflevering 3
- Sam Rockwell als Justin Hammer
- Matthew Waterson als Rustam Vyacheslav

##### Aflevering 5
- Rachel Weisz als Melina Vostokoff
- Bernard White als Councilman Jakuna Singh

##### Aflevering 6
- Kiawentiio als Wáhta
- Jeremy White als Atahraks
- Gabriel Romero als Rodrigo Gonzolo
- Carolina Ravassa als Koningin Isabella van Spanje

##### Aflevering 7
- Lauren Tom als Jiayi
- Idris Elba als Heimdall
- Michael Hagiwara als Shunyuan
- Liv Zamora als Jonge Hela

#### Seizoen 3

##### Aflevering 1
- Anthony Mackie als Sam Wilson
- Teyonah Parris als Monica Rambeau
- Oscar Isaac als Marc Spector / Moon Knight
- Brittany Adebumola als Nakia

##### Aflevering 2
- Kathryn Hahn als Agatha Harkness
- Kumail Nanjiani als Kingo
- James D'Arcy als Edwin Jarvis
- David Kaye als Arishem the Judge

##### Aflevering 3
- America Ferrera als Ranger Morales
- Piotr Michael als General Dreykov

##### Aflevering 4
- Matt Friend als Grandmaster
- Jared Butler als Kaecilius
- Steve French als Malekith the Accursed
- Andrew Morgado als King Laufey
- Hamish Parkinson als Beerbot 5000

##### Aflevering 5
- Dominique Thorne als Riri Williams / Ironheart
- Alejandro Saab als Quentin Beck / Mysterio
- Michelle Wong als Ying Nan
- Kenna Ramsey als Okoye

##### Aflevering 6
- Hailee Steinfeld als Kate Bishop / Hawkeye
- Wyatt Russell als John Walker
- Meng'er Zhang als Xu Xialing / The Hood
- Walton Goggins als Sonny Burch
- Allen Deng als Kwai Jun-Fan

De overige stemmen in seizoen 1 en 2 zijn ingesproken door Terri Douglas, Matthew Wood, Robin Atkin Downes, Fred Tatasciore, Helen Sadler, Michael Ralph, Debra Wilson, Piotr Michael, Dave B. Mitchell,  Arthur Ortiz, Shelby Young, David Collins, Matt Lowe, Kimberly Bailey, June Christopher, Shane Sweet, Andreas Beckett, David Cowgill, Matthew Lindquist,  David Boat, Donald Fullilove, David Sobolov,  Michael Woodley, Elisa Gabrielli, David Michie,  Ashley Adler, Matt Yang King, Mike Vaughn, Kari Wahlgren, Ashley Peldon, Dave Boat, Kimberly Akagha, Don Fullilove, Khanya Mkhize, Justin Shaw, Max Mittelman, David Jordan Chen, Kaitlyn Robrock,  Chuck Billy, Shondalia White, Melanie Minichino, Secunda Wood, Arif S. Kinchen,  Scott Menville, Anastasia Baranova, Toby Larsen, Luke Lowe, Lucy Lowe, Maggie Lowe,  Jon Bailey, Kim Mai Guest, Salli Saffioti, Iotsi'Tsanien Goodleaf, Jeremy White, Ránikonhri:io Lazare, Sahawisó:ko' Arquette, Tehotsenhathe Lazare, Tekahné:kake Stacey, Alexa Iekenhnhenhá:wi Montour, Kahentinéhshon Alfred, Richard Miro, Christian Rodrigo, Jordi Cabellero, Christopher Lee Parson, Ieronhienhawi Tatum McComber, Carlos Reig-Plaza, Vic Chao, Karen Huie, Paul Kwo, James Taku Leung, Marcella Lentz-Pope, Alexandra Smith, Matthew Wolf, Zeno Robinson, Tanya Wheelock, Akai Robinson, Andrew Morgado en David Chen.

### Nederlandse versie
Alleen seizoen 1 van de animatieserie is in het Nederlands nagesynchroniseerd.
| Personage                               | Stemacteur             |
| --------------------------------------- | ---------------------- |
| Uatu the Watcher                        | Glen Faria             |
| Tony Stark                              | Jim de Groot           |
| T'Challa / Star-Lord / Black Panther    | Emmanuel Ohene Boafo   |
| Nick Fury                               | Marcel Jonker          |
| Black Widow                             | Meghna Kumar           |
| Stephen Strange                         | Finn Poncin            |
| Commandant Generaal                     | Finn Poncin            |
| Thor                                    | Roberto de Groot       |
| Ultron                                  | Huub Dikstaal          |
| Kolonel Flynn                           | Huub Dikstaal          |
| Ulysses Klaue                           | Huub Dikstaal          |
| Fandral                                 | Huub Dikstaal          |
| Arnim Zola                              | Fred Meijer            |
| Loki                                    | Fred Meijer            |
| Howard Stark                            | Fred Meijer            |
| Clint Barton / Hawkeye                  | Martin van der Starre  |
| Okoye                                   | Sarah-Jane Wijdenbosch |
| Brock Rumlow                            | Murth Mossel           |
| Ego the Living Planet                   | Murth Mossel           |
| Thanos                                  | Murth Mossel           |
| Captain Marvel / Carol Danvers          | Sanne Bosman           |
| Steve Rogers / Captain America          | Ruben Lürsen           |
| Peggy Carter / Captain Carter           | Donna Vrijhof          |
| Proxima Midnight                        | Donna Vrijhof          |
| Erik Killmonger                         | Juliann Ubbergen       |
| Bucky Barnes                            | Ricardo Blei           |
| Bruce Banner                            | Frans Limburg          |
| Kraglin Obfonteri                       | Frans Limburg          |
| Hogun                                   | Frans Limburg          |
| Happy Hogan                             | Simon Zwiers           |
| Phil Coulson                            | Simon Zwiers           |
| The Collector                           | Simon Zwiers           |
| Koning T'Chaka                          | Franklin Brown         |
| Nebula                                  | Fleur van de Water     |
| Generaal Ross                           | Has Drijver            |
| Howard the Duck                         | Florus van Rooijen     |
| Kurt                                    | Florus van Rooijen     |
| Lady Sif                                | Melise de Winter       |
| Drax the Destroyer                      | Timo Bakker            |
| Christine Everhart                      | Fauve Geerling         |
| Ebony Maw                               | Tony Neef              |
| Dr. Erskine                             | Tony Neef              |
| Peter Quill                             | Ewout Eggink           |
| Jack Rollins                            | Ewout Eggink           |
| Korg                                    | Ewout Eggink           |
| Johann Schmidt / Red Skull              | Paul Disbergen         |
| Batroc                                  | Paul Disbergen         |
| Dum Dum Dugan                           | Edward Reekers         |
| J.A.R.V.I.S.                            | Edward Reekers         |
| Yondu Udonta                            | Leo Richardson         |
| Korath                                  | Franky Rampen          |
| Corvus Glaive                           | Franky Rampen          |
| Surtur                                  | Franky Rampen          |
| Taserface                               | Oscar Siegelaar        |
| Carina                                  | Marloes Schiemanck     |
| Jonge T'Challa                          | Kymaro Seedorf         |
| Henry Pym                               | Dennis Willekens       |
| Betty Ross                              | Peggy Vrijens          |
| Wong                                    | Kok-Hwa Lie            |
| Christine Palmer                        | Anneke Beukman         |
| Pepper Potts                            | Anneke Beukman         |
| The Ancient One                         | Jannemien Cnossen      |
| Gamora                                  | Jannemien Cnossen      |
| O'Bengh                                 | Ayrton Kirchner        |
| James Rhodey                            | Ayrton Kirchner        |
| Vision                                  | Fred Butter            |
| Hope van Dyne / The Wasp                | Nicoline Pouwer        |
| Scott Lang                              | Jelle Amersfoort       |
| Sharon Carter                           | Christa Lips           |
| Peter Parker / Zombie Hunter Spider-Man | Lucas van den Elshout  |
| Ramonda                                 | Joanne Telesford       |
| Obadiah Stane                           | Ruud Drupsteen         |
| Shuri                                   | Ayonna Karwafodi       |
| Jane Foster                             | Canick Hermans         |
| Darcy Lewis                             | Veerle Burmeister      |
| Grandmaster                             | Thijs van Aken         |
| Volstagg                                | Thijs van Aken         |
| Maria Hill                              | Rosa Mee               |
| Topaz                                   | Hilde de Mildt         |
| Frigga                                  | Hilde de Mildt         |
| Overige stemmen                         | Ewout Eggink           |
|                                         | Anneke Beukman         |
|                                         | Frans Limburg          |
|                                         | Has Drijver            |
|                                         | Paul Disbergen         |
|                                         | Trevor Reekers         |
|                                         | Timo Bakker            |
|                                         | Florus van Rooijen     |
|                                         | Jannemien Cnossen      |
|                                         | Leo Richardson         |
|                                         | Veerle Burmeister      |

De Nederlandse versie van de televisieserie is geregisseerd door Anneke Beukman en vertaald door Trevor Reekers.

## Afleveringen

### Seizoen 1
| Nr. | Titel | Regisseur     | Schrijver(s)                                                                                      | Releasedatum      |
| --- | --- | ------------- | ------------------------------------------------------------------------------------------------- | ----------------- |
| 1   | What If... Captain Carter Were the First Avengers? / What If... Captain Carter de eerste Avenger was geweest?                                | Bryan Andrews | A.C. Bradley, Matthew Chauncey, Jack Kirby en Joe Simon                                           | 11 augustus 2021  |
| 2   | What If... T'Challa Became a Star-Lord? / What If... T'Challa Star-Lord was geworden?                                                        | Bryan Andrews | A.C. Bradley, Steve Gerber, Val Mayerik, Steve Englehart, Steve Gan en Jim Starlin                | 18 augustus 2021  |
| 3   | What If... the World Lost Its Mightiest Heroes? / What If... De wereld haar machtigste helden kwijt was geraakt?                             | Bryan Andrews | A.C. Bradley, Matthew Chauncey                                                                    | 25 augustus 2021  |
| 4   | What If... Doctor Strange Lost His Heart Instead of His Hands? / What If…? Doctor Strange niet zijn handen maar zijn hart was kwijt geraakt? | Bryan Andrews | A.C. Bradley, Matthew Chauncey                                                                    | 1 september 2021  |
| 5   | What If... Zombies?! / What If... Zombies!?                                                                                                  | Bryan Andrews | A.C. Bradley, Matthew Chauncey, Jack Kirby, Joe Simon en Jim Starlin                              | 8 september 2021  |
| 6   | What If... Killmonger Rescued Tony Stark? / What If... Killmonger, Tony Stark had gered?                                                     | Bryan Andrews | Matthew Chauncey                                                                                  | 15 september 2021 |
| 7   | What If... Thor Were an Only Child? / What If... Thor enig kind was geweest?                                                                 | Bryan Andrews | Matthew Chauncey                                                                                  | 22 september 2021 |
| 8   | What If... Ultron Won? / What If... Ultron had gewonnen?                                                                                     | Bryan Andrews | Matthew Chauncey                                                                                  | 29 september 2021 |
| 9   | What If... The Watcher Broke His Oath? / What If... The Watcher zijn eed had gebroken?                                                       | Bryan Andrews | Matthew Chauncey, A.C. Bradley, Steve Englehart, Steve Gan, Jack Kirby , Joe Simon en Jim Starlin | 6 oktober 2021    |

### Seizoen 2
| Nr. | Titel                                                     | Regisseur      | Schrijver(s)                    | Releasedatum     |
| --- | --------------------------------------------------------- | -------------- | ------------------------------- | ---------------- |
| 1   | What If... Nebula Joined the Nova Corps?                  | Stephan Franck | Matthew Chauncey                | 22 december 2023 |
| 2   | What If... Peter Quill Attacked Earth's Mightiest Heroes? | Bryan Andrews  | Matthew Chauncey                | 23 december 2023 |
| 3   | What If... Happy Hogan Saved Christmmas?                  | Bryan Andrews  | Matthew Chauncey & A.C. Braldey | 24 december 2023 |
| 4   | What If... Iron Man Crashed into the Grandmaster?         | Bryan Andrews  | A.C. Braldey                    | 25 december 2023 |
| 5   | What If... Captain Carter Fought the HYDRA Stomper?       | Bryan Andrews  | A.C. Braldey                    | 26 december 2023 |
| 6   | What If... Kahhori Reshaped the World?                    | Bryan Andrews  | Ryan Little                     | 27 december 2023 |
| 7   | What If... Hela Found the Ten Rings?                      | Bryan Andrews  | Matthew Chauncey                | 28 december 2023 |
| 8   | What If... The Avengers Assembled in 1602?                | Bryan Andrews  | A.C. Bradley & Ryan Little      | 29 december 2023 |
| 9   | What If... Strange Supreme Intervened?                    | Bryan Andrews  | Matthew Chauncey                | 30 december 2023 |

### Seizoen 3
| Nr. | Titel                                                   | Regisseur                      | Schrijver(s)                                  | Releasedatum     |
| --- | ------------------------------------------------------- | ------------------------------ | --------------------------------------------- | ---------------- |
| 1   | What If... The Hulk Fought the Mech Avengers?           | Stephan Franck                 | A.C. Bradley, Bryan Andrews & Ryan Little     | 22 december 2024 |
| 2   | What If... Agatha Went to Hollywood?                    | Bryan Andrews                  | Bryan Andrews, Matthew Chauncey & Ryan Little | 23 december 2024 |
| 3   | What If... The Red Guardian Stopped the Winter Soldier? | Bryan Andrews                  | A.C. Bradley                                  | 24 december 2024 |
| 4   | What If... Howard the Duck Got Hitched?                 | Stephan Franckl                | Bryan Andrews, Matthew Chauncey & Ryan Little | 25 december 2024 |
| 5   | What If... The Emergence Destroyed the Earth?           | Stephan Franck                 | Bryan Andrews, Matthew Chauncey & Ryan Little | 26 december 2024 |
| 6   | What If... 1872?                                        | Stephan Franck & Bryan Andrews | Bryan Andrews, Matthew Chauncey & Ryan Little | 27 december 2024 |
| 7   | What If... The Watcher Disappeared?                     | Stephan Franck                 | Bryan Andrews, Matthew Chauncey & Ryan Little | 28 december 2024 |
| 8   | What If... 1872?                                        | Bryan Andrews                  | Bryan Andrews, Matthew Chauncey & Ryan Little | 29 december 2024 |